# Tautotopònim

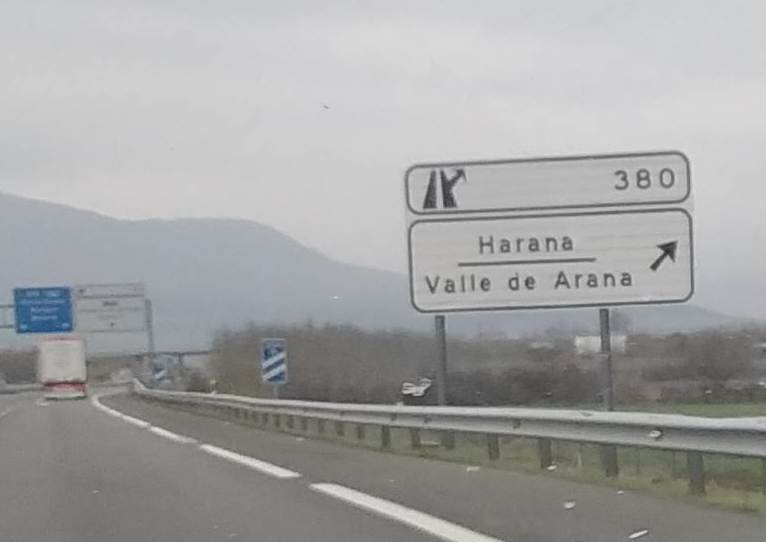
Vall d'Harana, exemple de tautotoponim.

Els tautotopònims (topònims tautològics o redundants) són aquells topònims (noms propis de llocs) que en el mateix nom repeteixen l'accident geogràfic que designen o, en un cas més general, aquells que mostren qualsevol repetició. Estrictament, aquesta repetició hauria de donar-se en el mateix idioma encara que, atesos els escassos exemples i per extensió, s'accepta que es refereixi també al significat de termes presos d'altres llengües. Aquest darrer és el cas més general: per exemple desert del Sàhara, ja que «Sàhara» ve de l'àrab صَحْرَاء que significa «desert».

## Aparició de tautotopònims
L'aparició de tautotopònims, com la de topònims, té molt a veure amb l'assentament en llocs nous i es donen més sovint en la primera ocupació de territoris i en els canvis de pobles i nacions establerts en ells lligats als processos d'invasió, conquesta o colonització.
Els topònims més antics es refereixen a les principals peculiaritats o accidents topogràfics —muntanyes (orònims) i rius (hidrònims)—, i una de les formes primeres d'identificar-los era descriure o enumerar aquestes característiques físiques especialment rellevants, essent freqüent utilitzar un nom genèric: muntanya, vall, aigua, etc. Amb el temps, les llengües primigènies usades en aquestes regions van canviar, van evolucionar o van ser substituïdes per altres (conquestes, invasions...), mantenint-se, això no obstant, els noms d'aquestes peculiaritats, i així es van convertir en noms que el seu significat ja era desconegut per a la majoria de la població, la qual cosa es coneix com a deslexicalizació. Hi ha molts exemples d'aquest primer origen de tautotopònims per tot Europa. És ben coneguda la presència a Anglaterra de rius amb el nom Avon que deriva del mot gal·lès afon amb el significat de «riu», o la de l'arrel «guada-» als rius de la península Ibèrica que procedeix de l'àrab وادي (wādī) també amb el significat de «riu».
Un altre cas generalitzat d'aparició de tautotopònims es va produir quan els occidentals van explorar i van cartografiar terres ja ocupades per altres pobles i nacions, incorporant topònims natius a partir de la seva fonètica, de vegades deformant-los o desconeixent en molts casos el significat original d'unes llengües totalment inintel·ligibles per a ells. Coincideix amb les diferents èpoques imperials i colonials i hi ha nombrosos exemples en gairebé totes les llengües europees per tota Amèrica, Àfrica i Oceania, i moltes parts de l'interior de l'Àsia. Els tautotopònims d'aquest tipus també molt famosos, en gairebé totes les llengües, són el cas del llac Txad (ja que Txad en kanuri significa «llac») o del riu Molopo (ja que Molopo en Tsuana també és «riu»). És el cas així mateix dels rius sud-americans acabats en «-guai», que procedeix del guaraní guay, que significa «aigua [riu] de».

### Traduccions inadequades
Un motiu molt més recent d'aparició de pseudotautotopònims es va produir en els últims anys amb la ràpida generalització dels sistemes d'informació geogràfica i la necessitat d'una ràpida adaptació de toponímia d'alfabets no occidentals. En la cartografia, el català amb prou feines ha tingut possibilitat de generar un corpus lingüístic propi en el qual s'hagin cuidat les transcripcions, i en general s'ha fet ús d'adaptacions de toponímies generades en francès, castellà i anglès, amb els problemes de les diferents formes de romanització. De manera similar, s'han utilitzat gairebé sense adaptació, per la seva relativa familiaritat, cartografies italianes i portugueses sense cap adaptació més que les òbvies.
Per això, abunden en les cartografies digitals disponibles en línia les traduccions o transcripcions inadequades d'altres llengües, en les quals moltes vegades s'inclou el descriptor geogràfic com a part del nom, sobretot en aquells idiomes en què s'afegeixen els descriptors al final del nom sense cap separació. La pròpia Viquipèdia és una causa d'aparició d'aquests pseudotautotopònims, ja que en recórrer a la traducció sistemàtica d'articles geogràfics en altres llengües, es descuren o desconeixen els aspectes etimològics i prevalen les recomanacions de l'ONU de no crear més exònims per als nous topònims i limitar la seva ocupació als exònims tradicionals d'importància rellevant (segons el Grup d'Experts de les Nacions Unides en Noms Geogràfics).
Alguns exemples generalitzats d'aquests nous tautotopònims que inclouen el descriptor geogràfic són:
- Llacs:
  - Els llacs de Finlàndia acabats en –järvi (que en finès significa «llac») com ara Oulujärvi, o en –vesi (que en finès significa «aigua») com ara Pihlajavesi, Orivesi o Haukivesi.
  - Els llacs de l'Àsia central acabats en –kul o –kol com ara Issik Kul o Alakol.
  - Els llacs de Rússia acabats en –ozero (que en rus significa «llac») com ara Topozero, Segozero o Piaozero.

- Rius:
  - Els rius de Finlàndia acabats en –joki (que en finès significa «riu»), com ara Kemijoki.
  - Els rius de Mongòlia acabats en –gol (que en mongol significa «riu»), com ara riu Khovd gol o també en -iin, com Ideriin gol (o riu Ider).
  - Els rius de la Xina acabats en –jiang (de la terminació -jiāng que significa «riu» en xinès), com ara riu Mudanjiang.
  - Els rius de Turquia acabats en –irmak (que en turc significa «riu»), com riu Yeşilırmak o riu Kızılırmak.
  - Els rius de països àrabs que incloguin el terme «bahr» (que en àrab significa «mar» o «massa d'aigua»), com ara «riu Bahr Sara» pel riu Sara.

- Muntanyes:
  - Les muntanyes de l'Àsia central acabades en –shan com ara Tian Shan, Huang Shan i Hengduan Shan,

## Exemples de tautotopònims
- El Roc del Quer seria «Roc del Roc», ja que quer és un mot d'origen indoeuropeu que significa «roc»
- Desert del Sàhara seria «desert del Desert», ja que ṣaḥrāʾ és la transliteració llatina de l'àrab صَحْرَاء que significa «desert»
- La Vall d'Aran seria «vall de la Vall», ja que aran (de l'antic basc haran) significa «vall»
- La Vall d'Harana (Àlaba), també seria «vall de la Vall», ja que harana en basc significa «vall»
- El riu Fluvià perquè Fluvià probablement ve del llatí fluvium que significa «riu»
- La cova de la Leze (Àlaba) seria «cova de la cova», ja que leze en basc significa «cova»
- Port-Barcarès seria «port Port», ja que barcarès en català septentrional significa «port»
- El Pont de Suert seria «el Pont de ponts», ja que Suert es va assimilar de l'antic basc zubiarte que significa «entre ponts»
- El pont d'Alcántara seria «pont del pont» perquè al-qanṭara és la transliteració llatina de l'àrab الْقَنْطَرَة que significa «el pont»
- El canal de la Robina seria «canal del canal», ja que en occità una robina significa un «canal»